# Korstjärnen, Ångermanland
Korstjärnen är en sjö i Strömsunds kommun i Ångermanland och ingår i Ångermanälvens huvudavrinningsområde. Sjön har en area på 0,15 kvadratkilometer och ligger 293,5 meter över havet. Sjön avvattnas av vattendraget Skirsjöån.

## Delavrinningsområde
Korstjärnen ingår i det delavrinningsområde (710922-150770) som SMHI kallar för Inloppet i Brocksjön. Medelhöjden är 305 meter över havet och ytan är 5,05 kvadratkilometer. Det finns inga avrinningsområden uppströms utan avrinningsområdet är högsta punkten. Skirsjöån som avvattnar avrinningsområdet har biflödesordning 3, vilket innebär att vattnet flödar genom totalt 3 vattendrag innan det når havet efter 208 kilometer. Avrinningsområdet består mestadels av skog (88 procent). Avrinningsområdet har 0,51 kvadratkilometer vattenytor vilket ger det en sjöprocent på 10 procent.